# Graham Stacy

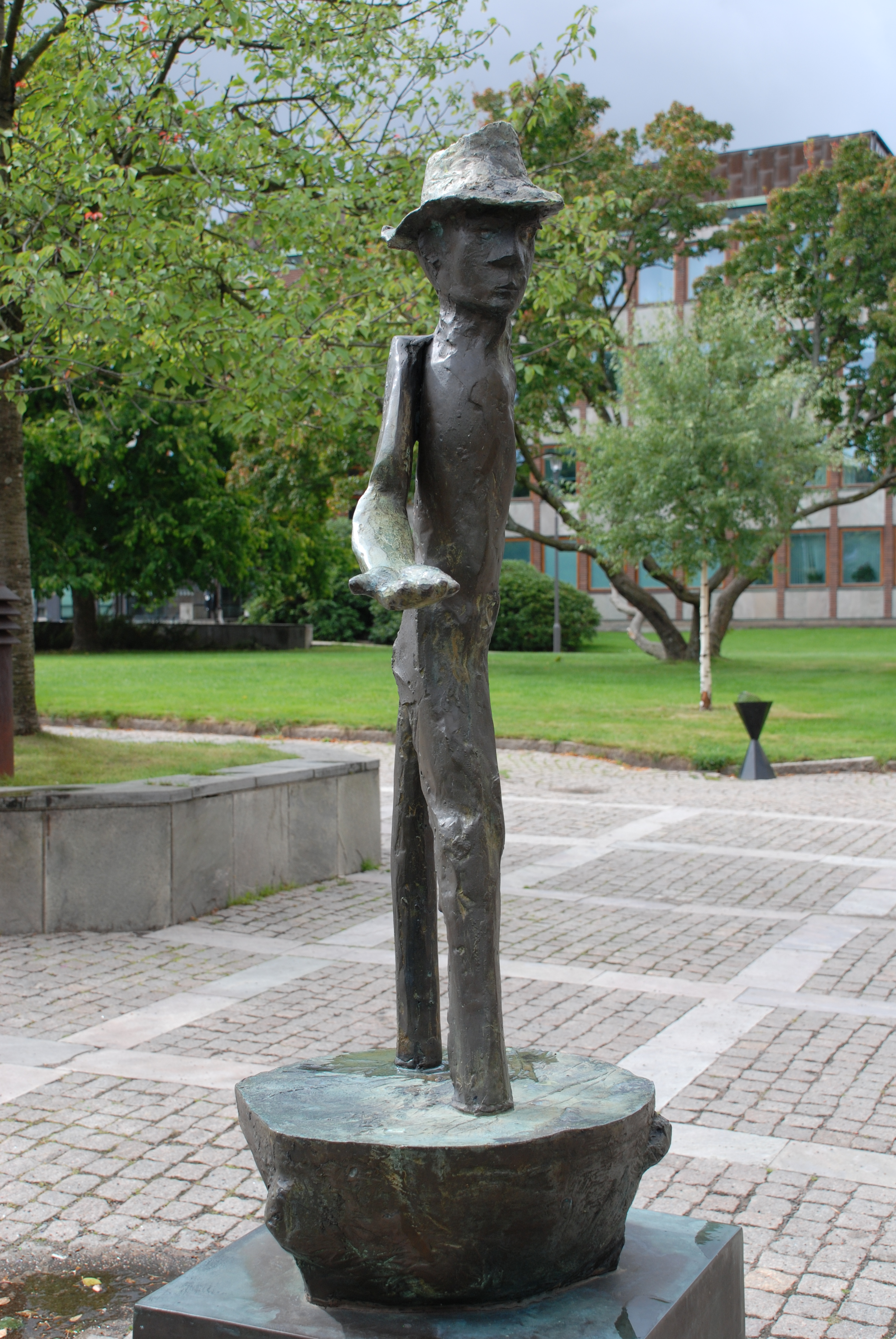
Skulpturen Bolle, 1984, utanför Mölndals stadsbibliotek.

Graham Stacy, född 1940 i London, är en svensk skulptör och bildkonstnär. Han kom till Sverige 1964 och är verksam i Göteborg.
Stacy studerade klassisk skulptur vid Chelsea School of Arts i London åren 1958–62, med inriktning på Henry Moore-traditionen, och var hospitant vid Valand 1965–67. Han har bland annat undervisat på Hovedskous målarskola i Göteborg, Nordiska konstskolan i Karleby och i arkitektur på Chalmers Tekniska Högskola, samt som lektor vid Design och Media på Chalmers Tekniska Högskola.
Stacy har haft offentliga uppdrag för bland annat Charles Felix Lindbergs donationsfond, Statens konstråd, Banverket, Energiverken i Ängelholm, spårvagnshallarna Göteborg och Mölndals stadsbibliotek. Han finns representerad vid bland annat Göteborgs konstmuseum[källa behövs], Östergötlands länsmuseum och Eskilstuna museum. År 1995 medverkade han med ett blad i mappen till VM i friidrott i Göteborg tillsammans med Helene Billgren, Håkan Carlsson och Roland Borén.

## Offentliga verk i urval
- Skuggor av ulvar, Landvetter flygplats.
- Minne från en resa, Borlänge.
- Medverkat i Millennieplatsen vid Stora Teatern, Göteborg.